# جام ملت‌های زنان آسیا ۲۰۰۶
جام ملت‌های زنان آسیا ۲۰۰۶ پانزدهمین دوره رقابت‌های فوتبال جام ملت‌های زنان آسیا بود که توسط ای‌اف‌سی و به میزبانی کشور استرالیا برگزار شد.

## تیم‌های راه‌یافته
- ۹ تیم راه‌یافته به جام ملت‌های زنان آسیا ۲۰۰۶:
- استرالیا
- کرهٔ شمالی
- چین
- کرهٔ جنوبی
- ژاپن
- تایلند
- ویتنام
- تایوان
- برمه